# Chavannes-sur-l’Étang
Chavannes-sur-l’Étang (deutsch Schaffnatt am Weiher, Chavannes = cabane bedeutet Hütte, einfache Behausung) ist eine französische Gemeinde mit 655 Einwohnern (Stand 1. Januar 2022) im Kanton Masevaux-Niederbruck im Département Haut-Rhin in der Region Grand Est und ist Mitglied des Gemeindeverbandes Sud Alsace Largue.

## Geografie
Das Dorf liegt im Südwesten des Elsasses in der Burgundischen Pforte am Rhein-Rhône-Kanal zwischen Altkirch und Belfort. Im Westen und Norden grenzt das Gemeindegebiet von Chavannes an die Region Bourgogne-Franche-Comté.

## Geschichte
Der Ort erscheint in den Urkunden zum ersten Mal 1458 unter dem Namen Klein Chaffnat (Chavannes von Cabane=Hütte) erwähnt.  Bis 1324 gehörte der Ort zur Grafschaft Pfirt, kam dann durch die Heirat der Johanna von Pfirt mit Herzog Albrecht von Österreich an Habsburg (Herrschaft Montreux-Château) und 1648 im Westfälischen Frieden an die französische Krone.
Nach Napoleons I. Rückkehr von der Insel Elba leisteten am 29. Juni 1815 hier die Truppen des französischen Generals Claude-Jacques Lecourbe den zahlenmäßig weit überlegenen Koalitionstruppen vergeblich Widerstand.
Von 1871 bis zum Ende des Ersten Weltkrieges gehörte Schaffnatt als Teil des Reichslandes Elsaß-Lothringen zum Deutschen Reich und war dem Kreis Altkirch im Bezirk Oberelsaß zugeordnet. Mit der Abtrennung des Territoire de Belfort vom Elsass 1871 wurde Chavannes Grenzort. Früher wurde hier bereits das Patois der Franche-Comté (Freigrafschaft Burgund) gesprochen.

## Bevölkerungsentwicklung
| Jahr      | 1910 | 1962 | 1968 | 1975 | 1982 | 1990 | 1999 | 2007 | 2016 |
| Einwohner | 360  | 334  | 340  | 314  | 342  | 374  | 436  | 540  | 690  |

|  |  |

## Ortsbild
Übergangsbereich zur Franche-Comté. Das Sundgauer Fachwerkhaus ist noch vorhanden, tritt aber etwas in den Hintergrund. Das im Sundgau sonst unübliche Vollwalmdach ist verbreitet. Auffallend lockere Bebauung des Dorfs.
Die Sankt Matthäus-Kirche (Èglise Saint-Matthieu) ist ein neuromanischer Bau. Die erste Dorfkirche bekam Chavannes 1772.